# Бостан, Нюман
Нюман Бостан (фр. Numan Bostan; 31 января 1998 года, Фонтенбло, Франция) — французский футболист, играющий на позиции голкипера. Ныне выступает за турецкий клуб «Хаджеттепе».

## Клубная карьера
Бостан — воспитанник французского клуба «Мальзерб». В 15 лет им интересовались «Олимпик Лион», «Олимпик Марсель», «Бордо» и «Лорьян», однако игрок выбрал «Тулузу», где предложили наилучшие условия. В 2015 году выпустился из академии и стал играть за вторую команду, где дебютировал 19 сентября в поединке против «Бальма». Всего провёл в сезоне пять встреч.
В сентябре 2015 года подписал с клубом первый профессиональный контракт сроком на четыре года.

## Карьера в сборной
Играл в юношеских сборных Франции различных возрастов. Стал чемпионом Европы среди юношей до 17 лет в 2015 году, являлся запасным вратарём и на поле не появлялся. В таком же статусе находился и на чемпионате мира 2015 года среди юношеских команд.

## Достижения
Международные
- Победитель чемпионата Европы (до 17 лет) (1): 2015.